# 일리야 부로프
일리야 알렉세예비치 부로프(러시아어: Илья́ Алексе́евич Бу́ров, 1991년 11월 13일~)는 러시아의 프리스타일 스키 선수로 주 종목은 에어리얼이다. 올림픽에 3회 참가했으며 2018년 동계 올림픽과 2022년 동계 올림픽에서 남자 에어리얼 동메달을 획득했다.

## 개인사
동생인 막심 부로프 또한 프리스타일 스키 선수이다.